# Geogaddi
Geogaddi es el segundo álbum de estudio del dúo escocés de IDM Boards of Canada, lanzado en 2002 por Warp Records.
El sucesor de "Music Has the Right to Children" consta de 23 tracks (24 en Japón), caracterizándose por un sonido más oscuro que el de su predecesor, siendo el mismo título del álbum de significado desconocido.
No obstante, el tono ligeramente más oscuro de este disco respecto al anterior, las mismas sonoridades evocativas, y estructuras melódico-armónicas cálidas y pueriles están presentes en "Geogaddi", siendo estas sello sonoro y estilístico del dúo, o según explica Michael Sandison:

«"Geogaddi" es en cierto modo una prueba de fuego, un retorcido y claustrofóbico viaje que te lleva a través de experiencias bastante oscuras, antes de que vuelvas al aire libre del espacio abierto otra vez. De alguna manera tiene algo de narrativa.»

## Listado de canciones
| N.º | Título                                                                   | Duración |  |
| 1.  | «Ready Lets Go»                                                          | 0:59     |  |
| 2.  | «Music Is Math»                                                          | 5:21     |  |
| 3.  | «Beware the Friendly Stranger»                                           | 0:37     |  |
| 4.  | «Gyroscope»                                                              | 3:34     |  |
| 5.  | «Dandelion»                                                              | 1:15     |  |
| 6.  | «Sunshine Recorder»                                                      | 6:12     |  |
| 7.  | «In the Annexe»                                                          | 1:22     |  |
| 8.  | «Julie and Candy»                                                        | 5:30     |  |
| 9.  | «The Smallest Weird Number»                                              | 1:17     |  |
| 10. | «1969»                                                                   | 4:19     |  |
| 11. | «Energy Warning»                                                         | 0:35     |  |
| 12. | «The Beach at Redpoint»                                                  | 4:18     |  |
| 13. | «Opening the Mouth»                                                      | 1:11     |  |
| 14. | «Alpha And Omega»                                                        | 7:02     |  |
| 15. | «I Saw Drones»                                                           | 0:27     |  |
| 16. | «The Devil Is in the Details»                                            | 3:53     |  |
| 17. | «A is to B as B is to C»                                                 | 1:40     |  |
| 18. | «Over the Horizon Radar»                                                 | 1:08     |  |
| 19. | «Dawn Chorus»                                                            | 3:55     |  |
| 20. | «Diving Station»                                                         | 1:26     |  |
| 21. | «You Could Feel the Sky»                                                 | 5:14     |  |
| 22. | «Corsair»                                                                | 2:52     |  |
| 23. | «Magic Window»                                                           | 1:46     |  |
| 24. | «From One Source All Things Depend» (bonus track de la edición japonesa) | 2:10     |  |

## Miscelánea
- «1969» es utilizado en el programa automovilístico de la BBC Top Gear.
- «The Smallest Weird Number» aparece en Random 35 Tracks Tape, un trabajo perdido del dúo, probablemente de 1995. En ese álbum la canción está en reversa.
- «Julie and Candy» contiene un sample de la película de 1972 Season of the Witch, dirigida por George A. Romero.
- En «Energy Warning» se escucha, a lo largo de todo el track, un aviso radial de la organización juvenil norteamericana 4-H, promoviendo la conservación de energía.
- En el minuto 0:39, la melodía de «A is to B as B is to C» se vuelve similar a la de «Sixtyniner» (Twoism).
- «1969» tiene temática similar a la de «Amo Bishop Roden» (In a Beautiful Place Out in the Country),  centralizada en los davidianos.
- «Gyroscope» y «You Could Feel the Sky» se usaron en el documental de la banda noruega de black metal, Until The Light Takes Us.
- El dibujante David Firth introdujo «Beware The Friendly Stranger» en su cortometraje Salad Fingers.
- En ocasiones j, en Adult Swim,  se utilizan samples de Geogaddi en los cortes publicitarios, incluyendo también samples de Music Has the Right to Children y The Campfire Headphase.
- En la película Sinister,  durante la trama y los créditos se puede escuchar «Gyroscope».
- «A is to B as B is to C» es usada en la sitcom Nathan Barley.
- En un vídeo promocional de Boards of Canada para el EP Trans Canada Highway se utilizan «Red Moss» (Boc Maxima), «The Smallest Weird Number», «A is to B as B is to C» y «P.C.» (Old Tunes).
- En «Music Is Math» se lo puede oír hablar a Terence McKenna, escritor, orador, filósofo, etnobotánico, psiconauta e historiador de arte.

## Personal
- Michael Sandison – creador, productor, trabajo artístico
- Marcus Eoin – creador, productor, trabajo artístico
- Peter Campbell – fotografía de la portada

## Controversia
El álbum de Boards of Canada levantó una gran controversia por motivos que se lo asocia al contenido, tanto en los sampleos como referencias religiosas. Además, el propio título del álbum levantó también polémica debido a que tiene un mensaje oculto de un significado que, al día de hoy, es desconocido. La portada también tuvo controversia debido a que muchos acusan a que esconde un mensaje subliminal. 
Pero el punto central de toda la polémica venía de la propia música, debido a que incluye una gran inserción de samples en reversa, distorsionados y algunos que no se alcanzan a oír, la mayoría de las canciones de este álbum tienen samples de películas, radio-transmisiones, frases, etc. Otros tienen el ritmo al revés, pero si lo rebobinan se escucha diferente al original (Ej.: "I Saw Drones", "Dandelion", "Over The Horizon Radar"), varios tracks hacen referencias a connotaciones oscuras y ocultas: el Backmasking en "A is to B as B is to C", a los dioses con cuernos en "You Could Feel The Sky", el cultismo de los Davidianos en "1969" y el hipnotismo en "The Devil is in the Details", sacados de algún documental o radio-transmisión están "Dandelion", "Energy Warning", "Gyroscope" y "Music is Math", otras adiciones de sampleo muy retorcidas en "Dawn Chorus" (marry me...but...you may be dead), "A is to B as B is to C" (if you go down on the woods today, you better not go alone), entre otros, uno de los tracks de este álbum no tiene sonido, completamente en silencio llamado "Magic Window" y un bonus-track agregado en la versión japonesa: "From One Source All Things Depend" se oyen niños rezando en distintos idiomas y religiones existentes.